# Edge of Forever
Edge of Forever je desáté studiové album americké southern rockové skupiny Lynyrd Skynyrd, vydané v roce 1999.

## Seznam skladeb
Všechny skladby napsal(i) Rick Medlocke, Gary Rossington, Hughie Thomasson a Johnny Van Zant, pokud není uvedeno jinak. 
| Pořadí         | Název                  | Autor                                                                        | Délka |
| -------------- | ---------------------- | ---------------------------------------------------------------------------- | ----- |
| 1.             | Workin'                |                                                                              | 4:53  |
| 2.             | Full Moon Night        |                                                                              | 3:44  |
| 3.             | Preacher Man           |                                                                              | 4:33  |
| 4.             | Mean Streets           |                                                                              | 4:49  |
| 5.             | Tomorrow's Goodbye     | Gary Burr, Rick Medlocke, Gary Rossington, Hughie Thomasson, Johnny Van Zant | 5:05  |
| 6.             | Edge of Forever        | Rick Medlocke, Jim Peterik, Johnny Van Zant                                  | 4:23  |
| 7.             | Gone Fishin'           |                                                                              | 5:22  |
| 8.             | Through It All         | Robert White Johnson, Jim Peterik, Johnny Van Zant                           | 5:28  |
| 9.             | Money Back Guarantee   |                                                                              | 4:01  |
| 10.            | G.W.T.G.G.             |                                                                              | 4:03  |
| 11.            | Rough Around the Edges |                                                                              | 5:05  |
| 12.            | FLA                    |                                                                              | 3:53  |
| Celková délka: | Celková délka:         | Celková délka:                                                               | 59:29 |

## Obsazení
- Johnny Van Zant – zpěv
- Gary Rossington – kytara, slide guitar, akustická kytara, zpěv
- Billy Powell – piano, klávesy
- Leon Wilkeson – baskytara
- Rickey Medlocke – kytara, slide guitar, akustická kytara, vokály
- Hughie Thomasson – kytara, slide guitar, akustická kytara, vokály
- Kenny Aronoff – bicí
- Dale Krantz-Rossington – vokály
- Carol Chase – vokály